# Terasa krioplanacyjna
Terasa krioplanacyjna – spłaszczenie powstające na zboczu góry w wyniku działania procesów peryglacjalnych – wietrzenia mrozowego, soliflukcji, erozji eolicznej, deflacji i spłukiwania. Od góry ograniczona jest przez klif mrozowy, który cofając się w wyniku erozji daje miejsce na powstanie płaskiej powierzchni. Połączenie teras krioplanacyjnych rozwijających się po przeciwnych stronach szczytu prowadzi do powstania zrównania krioplanacyjnego.
Dobrze wykształcone terasy krioplanacyjne oraz klify mrozowe można obserwować w Karkonoszach.